# 扎爾格勒圖勒嘎·額爾登巴特
扎爾格勒圖勒嘎·額爾登巴特（1974年7月17日—），蒙古国色楞格省人，蒙古国政治人物。

## 生平
1974年7月17日，生於蒙古人民共和国色楞格省。1995年大学毕业。2005年到2008年，在色楞格省政府任职。2008年到2012年，任色楞格省省长。2012年，当选蒙古国国家大呼拉尔议员。2014年到2015年，在赛汗比勒格内阁中任蒙古国财政部部长。
額爾登巴特是蒙古人民黨黨員。2016年6月29日举办的2016年国家大呼拉尔选举中，蒙古人民党获得76个席位里的65个席位，执政的民主党仅获9个席位。2016年7月8日，新一届国家大呼拉尔投票通过额尔登巴特任蒙古国总理，他是由蒙古人民党提名，在当天国家大呼拉尔会议上获97.1％的议员投票支持。随后组建了额尔登巴特内阁。
2017年8月23日，30位蒙古人民党国家大呼拉尔委员联名提议解除额尔登巴特的总理职务。提议里说，额尔登巴特政府多次越权出台各种规定，严重触犯了国家法律，挑战国家大呼拉尔的权威。提议里还说，在2017年蒙古国总统选举中，人民选择了民主党总统候选人以表达对额尔登巴特政府工作的不满，因为蒙古人民党在2016年国家大呼拉尔选举中提出的竞选纲领实施缓慢。2017年9月7日，国家大呼拉尔举行非例行全会，以42票赞成、31票反对的结果解除了总理额尔登巴特的职务，同时宣布解散政府。全会同时决定，额尔登巴特政府将继续工作，直至新政府组建。